# میلنا ووکوویچ
میلنا ووکوویچ (انگلیسی: Milena Vuković؛ زادهٔ ۲۳ فوریهٔ ۱۹۸۶) بازیکن فوتبال اهل صربستان است.
وی همچنین در تیم ملی فوتبال Serbia بازی کرده‌است.